# Мохамед Алім
Абдул Латхіб Мохамед Алім або просто Мохамед Алім (нар. 10 серпня 1991) — ланкіський футболіст, нападник клубу «Реновн».

## Клубна кар'єра
Футбольну кар'єру розпочав у 2011 році у клубі «Джава Лейн», 2013 року перейшов до «Реновн».

## Кар'єра в збірній
З 2013 року викликався до національної збірної Шрі-Ланки, у футболці якого зіграв 1 поєдинок.